# Las aventuras de Huckleberry Finn (película de 1960)
Las aventuras de Huckleberry Finn (título original: The Adventures of Huckleberry Finn) es una película de familia de 1960 dirigida por Michael Curtiz y protagonizado por Tony Randall, Eddie Hodges y Archie Moore.
Es la cuarta adaptación de la novela homónima de Mark Twain y la segunda de los estudios MGM. Es también la primera adaptación de la novela en color.

## Argumento
Huckleberry Finn es un joven aventurero que se siente poco ligado a la civilización. Un día decide escapar de su padre y del monótono mundo donde vive. Así, se embarca en una balsa para recorrer el Misisipi. Junto a él viaja Jim, un esclavo. La vivencia de numerosas aventuras, que ambos tienen, hace que entre los dos surja una gran amistad.

## Reparto
| Actor              | Personaje              |
| ------------------ | ---------------------- |
| Tony Randall       | El rey de Francia      |
| Archie Moore       | Jim                    |
| Eddie Hodges       | Huckleberry Finn       |
| Patty McCormack    | Joanna Wilkes          |
| Neville Brand      | Pap Finn               |
| Mickey Shaughnessy | El duque de Bilgewater |
| Judy Canova        | La mujer del Sheriff   |
| Andy Devine        | Sr. Carmody            |
| Sherry Jackson     | Mary Jane Wilkes       |
| Buster Keaton      | Lion Tamer             |

## Producción
Al principio se planeó hacer un musical, pero al final se dejó por hacer problemas con el reparto. Finalmente se decidió en vez de ello una película y, una vez preparado todo, se rodó el filme entre principio de octubre el 23 de noviembre de 1959 en el valle de Sacramento en California y en el río Misisipi. Una vez filmado, se estrenó el 21 de julio de 1960.

## Recepción
Hoy en día la película ha sido valorada en portales cinematográficos y por los críticos profesionales. En IMDb, por ejemplo, con aproximadamente 1700 votos registrados, el largometraje obtiene una media ponderada de 6,2 sobre 10. En cuanto a Rotten Tomatoes, los más de 1000 votos registrados le dieron allí una valoración media de 3 de 5, mientras que el 60 % de los 5 críticos profesionales registrados allí le dieron una valoración positiva. Adicionalmente cabe destacar, que en La Vanguardia el 57 % de los usuarios registrados en ese periódico le dan una valoración positiva al filme.